# Droga krajowa nr 72 (Polska)
Droga krajowa nr 72 – droga krajowa klasy GP oraz klasy G o długości ok. 170 km, leżąca na obszarze województw wielkopolskiego i łódzkiego.
Trasa ta łączy Konin z Rawą Mazowiecką. W roku 2007 przeprowadzono modernizację trasy między Brzezinami a Rawą Mazowiecką.
W ramach Programu budowy 100 obwodnic na lata 2020-2030 planowana jest budowa obwodnicy Brzezin. Początek prac ma nastąpić w 2026 roku.

## Klasa drogi
Droga posiada parametry klasy GP na odc. Konin – Turek – Uniejów – Balin – Łódź – Brzeziny – skrzyżowanie z drogą 38556, zaś dalszy odcinek do Rawy Mazowieckiej posiada parametry klasy G.

## Historia numeracji
W latach 1985–2000 trasa posiadała oznaczenia:
| drogi krajowej nr 469 | na odc. Konin – Tuliszków – Turek – Uniejów           |
| drogi krajowej nr 473 | na odc. Uniejów – Balin                               |
| drogi krajowej nr 709 | na odc. Balin – Poddębice – Aleksandrów Łódzki – Łódź |

Nieznana jest wcześniejsza numeracja trasy – na wydawanych w PRL przed 1985 r. mapach i atlasach samochodowych oznaczano ją jako drogę drugorzędną. Ponadto w latach 70. arteria między Łodzią a Rawą Mazowiecką była traktowana jako droga państwowa nie oznaczona numerami

## Dopuszczalny nacisk na oś
Od 13 marca 2021 roku na drodze dozwolony jest ruch pojazdów o nacisku pojedynczej osi napędowej do 11,5 tony.

### Do 13 marca 2021 r.
Wcześniej, w latach 2005–2021, na całej długości drogi dopuszczalny był ruch pojazdów o nacisku pojedynczej osi do 10 ton. W latach 70. i I połowie lat 80. ruch ciężki o nacisku pojedynczej osi do 10 ton dozwolony był wyłącznie na odcinku Łódź – Brzeziny.

## Miejscowości leżące na trasie 72
- Konin (DK92)
- Żdżary (A2)
- Tuliszków
- Turek (DK83)
- Uniejów
- Poddębice
- Aleksandrów Łódzki (DK71)
- Łódź (A1, DK14, DK91)
- Brzeziny – planowana obwodnica[2]
- Jeżów
- Głuchów
- Rawa Mazowiecka (S8)

## Zdjęcia

Droga nr 72
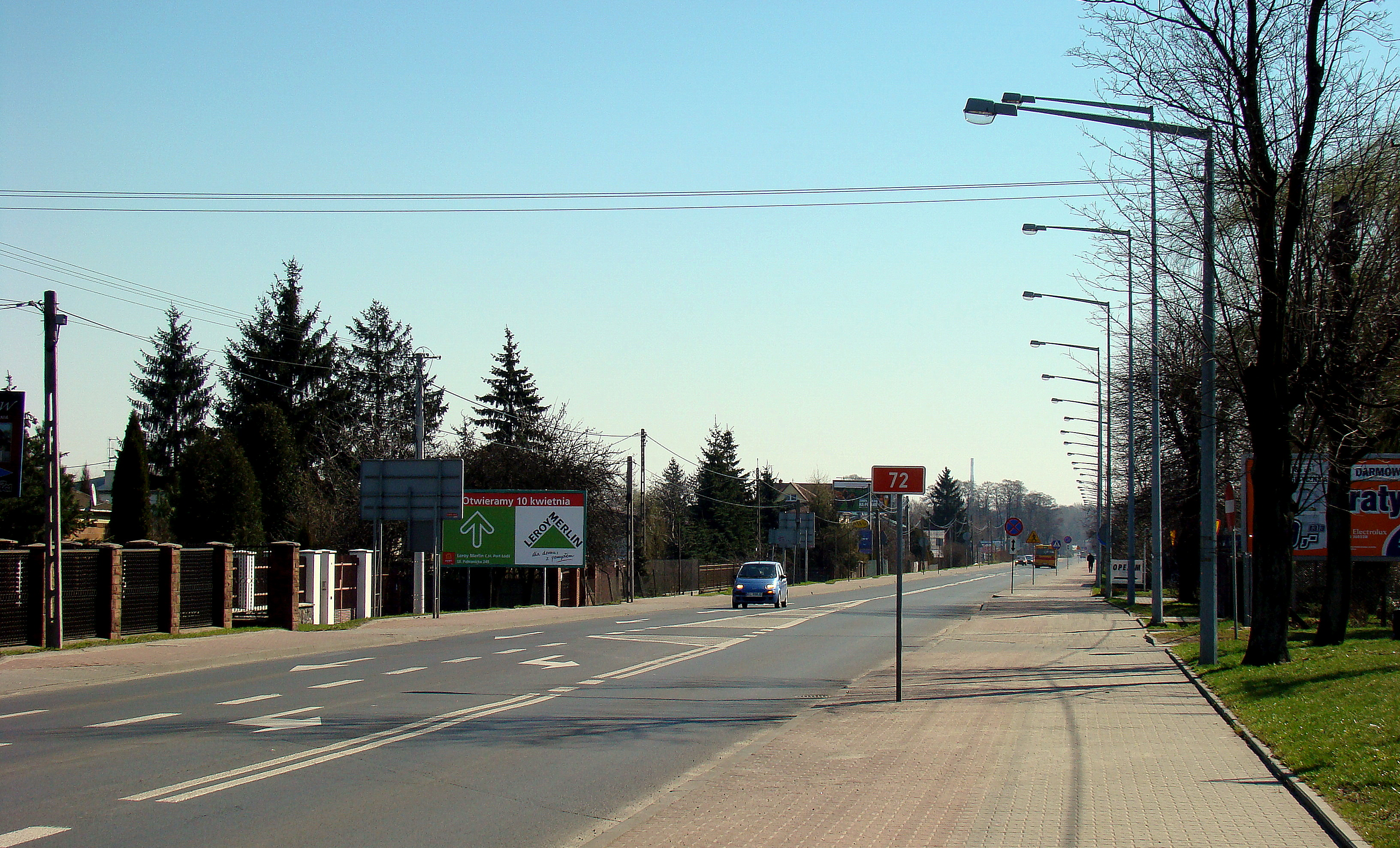
Droga nr 72 w Szatoni
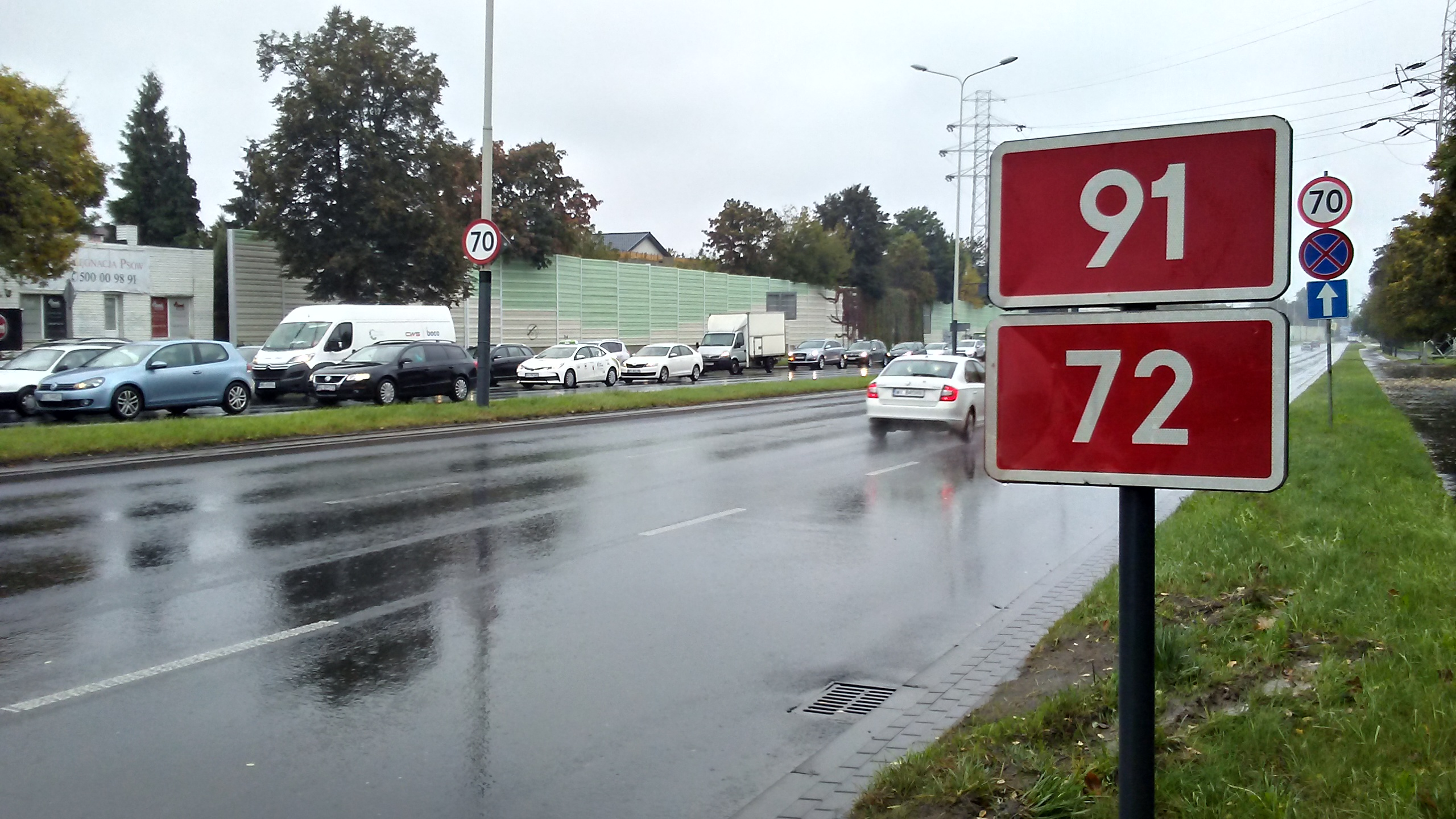
Odcinek łódzki, Aleja Włókniarzy